# Diego Pappalardo
Diego Pappalardo (Pedara, 10 aprile 1636 – Pedara, 13 gennaio 1710) è stato un religioso italiano.
Fu cappellano conventuale dell'Ordine di Malta dal 1663 al 1710 e commendatore dell'Ordine di Malta dal 1682 al 1710.

## Biografia
(Ludovico Pappalardo, iscrizione incisa nel medaglione posto all'angolo meridionale della facciata della Basilica di Pedara)

### I primi anni

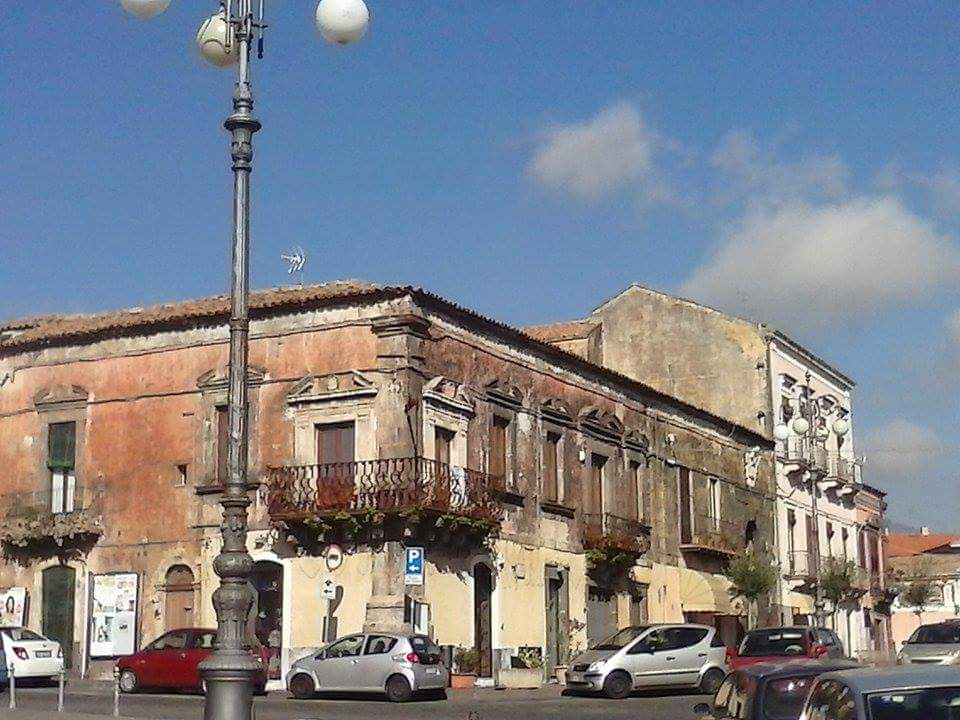
Palazzo Pappalardo

Figlio di Antonio Pappalardo, comandante del corpo di guardia del barone di Pedara Domenico Di Giovanni, e di Domenica Pappalardo, nacque a Pedara il 10 aprile 1636 e gli vennero imposti i nomi di Diego e Giuseppe.
Dal 1647 al 1652 è clericus nel seminario di Catania e nel 1660 si laurea in diritto civile e canonico; in questo stesso anno, dato che non aveva ancora raggiunto l'età minima, chiese dispensa al Papa per entrare tra i cappellani conventuali dell'Ordine Ospedaliero Gerosolimitano nel Priorato di Messina. L'indulto papale venne concesso il 16 febbraio 1661, con un breve di Alessandro VII al Gran Maestro. Per chi richiedeva di entrare nell'Ordine ed era privo di origine nobiliare, veniva istituita una commissione per provare che: fosse nato in Italia, da legittimo matrimonio e da legittimi genitori; che la famiglia avesse sempre praticato la religione cattolica senza legami con sette eretiche; che egli non avesse fatto parte di altri ordini religiosi, contratto forti debiti o macchiato di gravi crimini; che non avesse esercitato, sia lui che i genitori, i nonni, i bisnonni e gli zii, un mestiere spregevole o manuale. L'inchiesta ebbe esito positivo e il 25 maggio del 1662 veniva ammesso al noviziato ricevendo l'abito dell'Ordine ed emettendo la professione religiosa il 13 giugno 1663 nella cappella dedicata alla Beata Vergine di Filermo, presso la Concattedrale di San Giovanni a Malta. Poco dopo, nello stesso anno, è ordinato sacerdote.
All'età di quarantasei anni, nel 1682, compare in alcuni documenti con la qualifica di commendatore, una delle massime onorificenze che un sacerdote non di nobili natali poteva raggiungere nell'Ordine.

#### Lo stemma

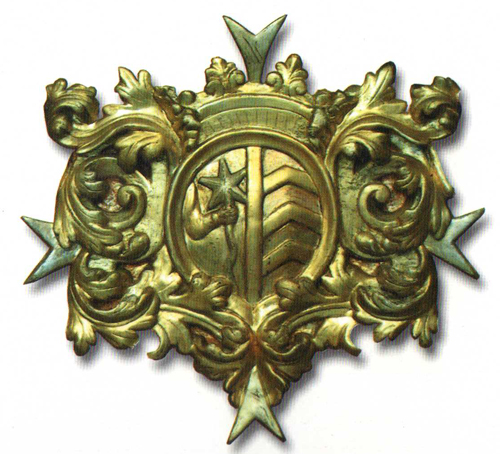
Stemma di don Diego Pappalardo, particolare del paliotto d'altare della Basilica di Pedara

Appena entrato nell'Ordine di Malta, don Diego adottò per sé uno stemma: il braccio con la stella e tre scaglioni. Fu utilizzato dai suoi discendenti fino alla fine del Settecento, ma già in altre occasioni modificato con l'inserimento di elementi relativi alle famiglie Di Giovanni e Villafranca-Alliata. Il suo stemma, insieme alla croce dell'Ordine di Malta, si incontra spesso nella facciata del suo palazzo, all'esterno e all'interno della Chiesa Madre.

### L'eruzione del 1669
Durante la disastrosa eruzione dell'Etna nel marzo del 1669, mentre si trovava a Messina, accolse alcuni profughi etnei provvedendo con grande generosità ai loro più urgenti bisogni; poi, tranquillizzatili, li convinse a ritornare in patria non risparmiando per loro fatiche e spese. In quei giorni i paesi risparmiati dalla lava organizzarono pellegrinaggi di ringraziamento in onore di Sant'Agata ed il 27 marzo, da Pedara, arrivò a Catania una processione con oltre 600 persone che offrirono alla patrona della città un gioiello e un anello d'oro, facendo voto di mandarle ogni anno per la sua festa un grande cero del peso di un cantaro. Il 16 aprile giunse a Pedara la processione con il prodigioso velo di Sant'Agata e il corteo fu ospitato nel suo palazzo sito nella piazza principale del paese che dal 1974 porta il suo nome.

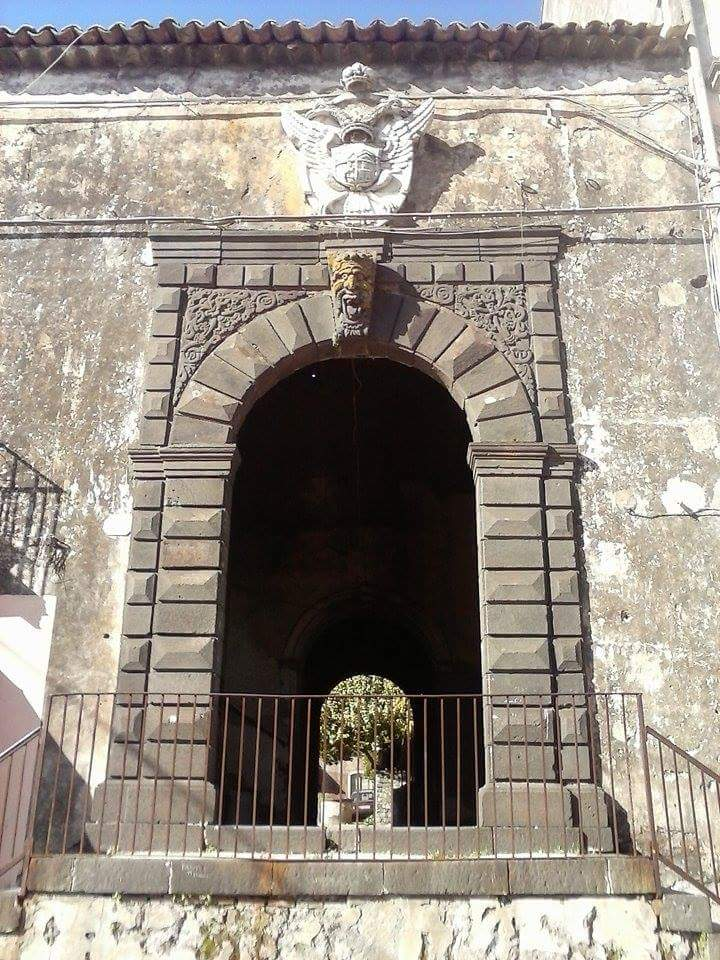
Palazzo Pappalardo, portale principale

Oltre a soccorrere i senzatetto, don Diego volle tentare un'impresa che ebbe dell'incredibile, anticipando di oltre 300 anni quello che fu tentato solo nel 1983 dalla Protezione Civile: risparmiare la città di Catania deviando la lava a monte. Unendosi con il famoso scienziato napoletano Giovanni Alfonso Borelli fatto giungere da Messina da Scipione Di Giovanni, intanto divenuto barone di Pedara, il piano prevedeva di rompere un argine presso Belpasso ed indirizzare il flusso lavico nelle campagne di Paternò, anche mediante la costruzione di fossi ed argini innalzati con pietre lanciate da catapulte. Per l'operazione fu assistito anche da alcuni amici, tra i quali gli acesi Giacinto Platania, che 10 anni dopo realizzerà l'affresco raffigurante l'eruzione posto nella sagrestia della Cattedrale di Sant'Agata a Catania, e il medico Saverio Musmeci. L'intervento, riuscito, fu però interrotto per l'insorgere degli abitanti della zona; ne nacque una rissa che solo il principe di Campofranco, vicario generale del re di Spagna, poté sedare, inviando sul posto le sue truppe. L'eruzione, che ebbe origine nei pressi di Nicolosi, si concluse il 15 luglio dopo aver coperto anche 35 chilometri quadrati di terreni coltivati e dopo aver emesso oltre 900 milioni di metri cubi di lava, inghiottendo le case di quasi 30.000 persone.

### Costruttore e benefattore

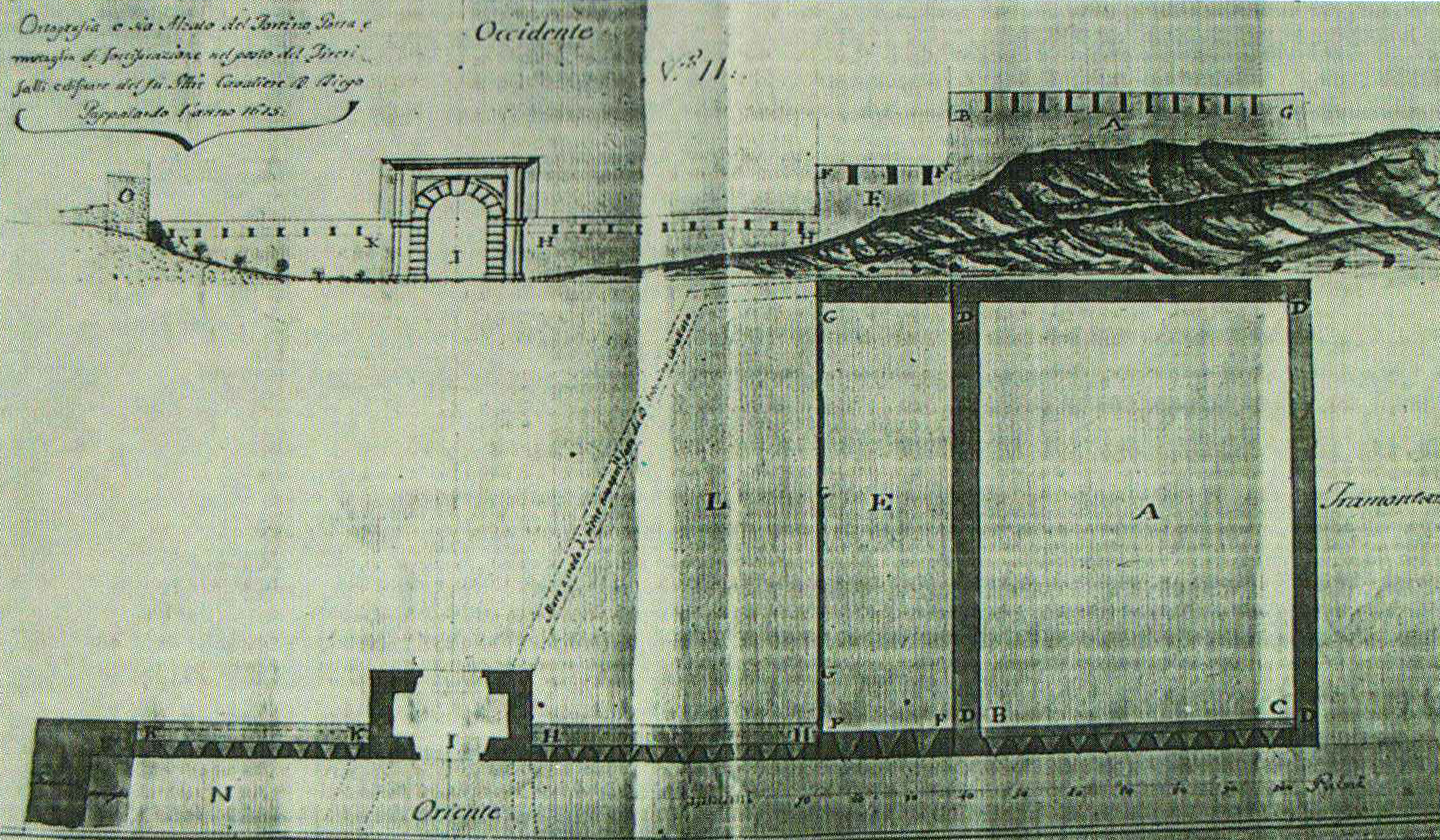
Progetto del Fortino di Fleri

Durante la rivolta antispagnola di Messina iniziata nel 1674 e conclusa nel 1678, il viceré don Aniello de Guzman, marchese di Castel Roderigo, ordinò al senato acese di fortificare la città e la parte settentrionale del Bosco di Aci allora attraversata dall'antica Strada Regia. Il progetto delle fortificazioni fu affidato all'ingegnere militare don Carlos de Grunembergh e molte di queste erano costruite lungo la stessa strada che dal litorale si inoltrava verso l'interno attraverso il "Passo del Pomo", il villaggio del Pisano, Fleri, Viagrande, Trecastagni e Pedara. Sui suoi disegni e con il coordinamento delle autorità acesi, a don Diego venne affidato l'incarico di costruire presso il luogo anticamente chiamato "passo di Fireri", un fortino con porta e muraglia a palaccioni allo scopo di impedire l'avanzata della temuta cavalleria francese sia verso l'interno che verso Catania. La muraglia si sviluppava in direzione sud-est; attaccata ad essa fu innalzata una porta quadrata di pietra lavica e bianca dalla quale si poteva controllare agevolmente l'eventuale traffico civile e militare. Contiguo alla porta, in una piccola altura circondata dalla colata lavica degli anni 1634 e 1636, sorse anche un piccolo fortino, chiamato di "Castel Roderigo" in memoria del viceré spagnolo che aveva avuto a cuore la difesa della Sicilia orientale contro i Francesi. Di questo insediamento militare esistono ancora i resti del muraglione.
Nonostante il suo impegno a favore della Corona spagnola, nel 1680 don Diego fu arrestato per ordine del viceré Vincenzo Gonzaga e rinchiuso nel Castello Ursino di Catania con l'accusa di "preteso monetario" (equivalente al peculato, un crimine ritenuto di lesa maestà), per passare poi a quella ben più grave di tradimento e cospirazione contro la Spagna. Ciò fu probabilmente causato da alcuni presunti malintesi e da inevitabili comportamenti ambigui. La famiglia Di Giovanni (proprietaria del casale di Pedara), infatti, da tempo spalleggiava i Francesi: don Diego si trovò così al fianco di due "padroni" e non fu facile mantenere determinati equilibri, soprattutto perché era un personaggio noto. Il Gran Maestro dell'Ordine di Malta decise di avanzare richiesta ufficiale al viceré perché venisse estradato e giudicato a Malta, presso l'Ordine a cui apparteneva. La risposta non tardò ad arrivare: la causa doveva svolgersi entro il Regno di Sicilia concedendo però al Gran Maestro la facoltà di nominare un giudice che fosse al di sopra delle parti. La causa non portò ad una condanna e non è chiaro se, alla fine, le accuse si rivelarono false o se furono abilmente "smontate" dalla difesa; si ha certezza, però, che la sua permanenza in carcere fu breve e che non fu espulso dall'Ordine.
Nel XVII secolo Pedara contava già sette chiese: la Chiesa Madre dedicata a Santa Caterina d'Alessandria edificata nel 1547 e quelle dell'Annunziata, di Sant'Antonio abate, di san Vito, di san Biagio, della Madonna delle Grazie e una di sant'Antonio di Padova andata poi distrutta col terremoto del 1693 e mai più ricostruita.
Nel 1682, quando era cresciuto il numero dei terrazzani e avanzate le famiglie e le fabbriche delle abitazioni, resosi numeroso il clero e pigliata la terra forma di quasi piccola città con un buon numero di gentiluomini (...), s'avanzò la Pedara di forze e in spirito tanto che prese coraggio a voler demolire affatto la matrice chiesa e alzarne un'altra .
Per la nuova costruzione, così come era già avvenuto per la prima, intervenne il paese intero. Tutti, sia i nobili che gli artigiani e gli agricoltori si tassarono perché l'opera giungesse presto a compimento. L'apertura al culto avvenne infatti cinque anni più tardi, nel 1687, anche se venne definitivamente ultimata nel 1691. Tutto fu portato a perfezione non senza il generoso aiuto del reverendissimo commendatore fra' don Diego Pappalardo, cappellano della Sacra Religione Gerosolimitana. In questi stessi anni, tra il 1686 e il 1687, nei pressi dell'attuale piazza don Bosco, costruisce il grande "Teatro scenico", vanto dei Pedaresi e simbolo dello sviluppo culturale del paese, all'interno del quale venivano prodotte opere drammatiche e almeno due musicali all'anno, soprattutto in occasione della festa mariana di settembre in onore dell'Annunziata. Egli stesso nel 1701, nonostante il teatro fosse stato già distrutto dal terremoto del 1693, compose il "Sisara debellato", un dialogo scenico dedicato al vescovo di Catania Andrea Riggio, ambientato in Palestina, nel quale "Sisara" è il "simbolo di Lucifero abbattuto nella Concezione e Natività di Maria sempre Vergine".
Alla seconda costruzione della Chiesa Madre è però riservata triste sorte: tanta fatica e tanto splendore saranno vanificati dal terribile terremoto dell'11 gennaio 1693. È da qui che ha inizio la sua più grande fatica: la rinascita di Pedara, per la quale dedicò l'ultima parte della sua vita. Si trattò di un'opera immane che richiese oltre 10 anni di duro lavoro e che vide tutti all'opera nei numerosi cantieri aperti in ogni strada del paese. Soccorsi i feriti e seppelliti i morti (circa 300 su una popolazione di oltre 2.000 abitanti), fu approntato un piano tecnico e fu soprattutto in questo contesto che la presenza di don Diego si rivelò più determinante di tante altre volte, non solo per l'aiuto economico e l'incoraggiamento che riuscì a diffondere, ma perché seppe trasformarsi in abile architetto. Tutto ciò che realizzò in campo edile scaturì dalla sua geniale creatività che lo portò spesso ad interpretare in maniera anche del tutto personale ciò che aveva visto in altri luoghi durante i suoi numerosi viaggi. Fu quindi in stretto contatto con le varie maestranze (capomastri e scalpellini soprattutto). A due anni dal terremoto era già riuscito a costruire numerose case per i senzatetto e ad ultimare le riparazioni di molti edifici, specialmente le chiese.

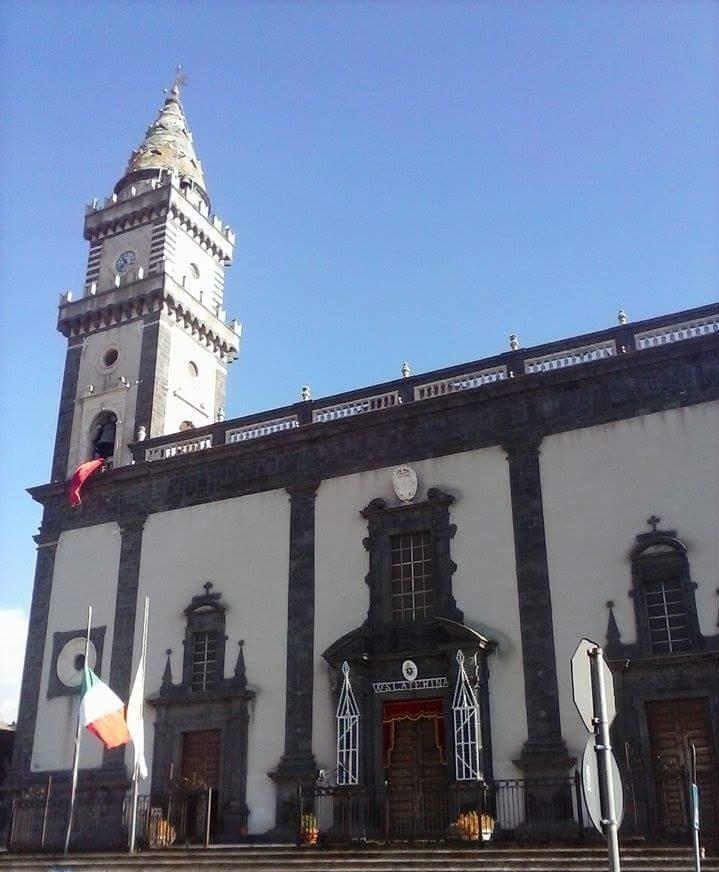
Prospetto principale della Basilica

L'imponente opera di ricostruzione della Chiesa Madre l'affidò al "mastro muratore" acese Angelo Belfiore, volendola più bella, maestosa e slanciata di prima; le decorazioni ad affresco che ricoprono l'intera superficie interna scaturirono dalle mani del pittore acese Giovanni Lo Coco e della sua scuola. La chiesa fu consegnata al paese nell'attuale splendore nel 1705 come recita l'iscrizione in latino nell'abside centrale che testimonia la fine dei lavori ad opera del suo protettore (don Diego) e l'intitolazione a Santa Caterina. Grazie anche al suo valore storico, artistico ed architettonico, il 16 aprile 1996 il Papa Giovanni Paolo II la elevò alla dignità di Basilica minore pontificia.

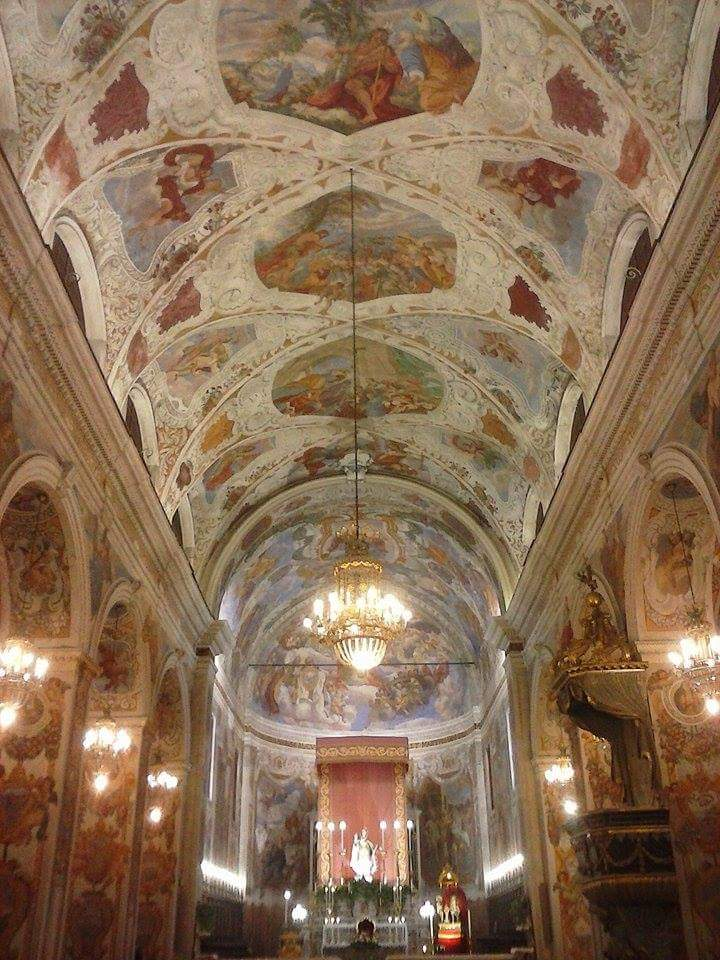
Interno della Basilica, particolare della navata centrale

Fuori paese, in un suo grande vigneto poco oltre Pisano (oggi frazione di Zafferana Etnea), nel 1696 costruì una chiesetta rurale dedicata all'Annunziata, della quale restano oggi soltanto le mura esterne.
Sull'Etna, infine, aveva fatto costruire una casa della montagna che servisse per il ricovero dei suoi operai e dei custodi delle "tacche" della neve.

### Imprenditore: il commercio della neve e del grano
L'innato senso degli affari lo rese presto un abile imprenditore, favorito dalla sua appartenenza all'Ordine maltese che disponeva di una strategica base logistica al centro del Mediterraneo. Il monopolio sul commercio della neve, concessogli in gabella dal vescovo, gli garantiva contatti anche fuori dalla Sicilia e fu il mestiere più diffuso a Pedara durante tutta la seconda metà del '600.
Alla fine dell'estate, squadre di esperti operai si recavano sull'Etna a preparare le cave, scavando grosse fosse (le "tacche") dove poi il freddo vento invernale avrebbe accumulato la neve. Dopo le prime abbondanti nevicate, infatti, i "nevaioli" ritornavano sul posto ammassando meglio la neve e coprendola con sabbia vulcanica. All'occorrenza si utilizzavano anche le grotte di scorrimento lavico, come quelle ancora esistenti nella zona di "piano del vescovo".
Nel mese di maggio, infine, si costituiva un vero "esercito" di bordonari (coloro che utilizzavano i muli) che saliva sul vulcano per caricare. La neve veniva inserita in sacchi di tela rivestiti di foglie di castagno e felci e battuta in modo da indurire e resistere anche ai lunghi viaggi che avvenivano sia a dorso di mulo, che per mare. I carichi maggiori erano normalmente destinati al porto di Ognina dove venivano smistati, riposti sulle navi ed avviati alla distribuzione nei porti della Sicilia orientale fino a Malta dove i Cavalieri, che ricevevano la neve a domicilio grazie a don Diego, ne facevano un largo consumo, soprattutto all'interno della Sacra Infermeria, all'epoca il più grande ospedale d'Europa. Questo commercio era il più redditizio per la popolazione pedarese che ricavava 400 onze per il solo "carriaggio" allo scalo marittimo.
Con il grano, genere di prima necessità che acquistava in grandi quantità in alcuni paesi frumentari dell'entroterra siciliano, Don Diego acquisì invece una notevole fetta del mercato alimentare. Nel cortile del suo palazzo, infatti, aveva fatto costruire il "granaio grande" nel quale il frumento veniva riposto e venduto poco per volta lungo la costa ionica fino a Messina.

### La causa con il vescovo
Nell'aprile del 1693 venne eletto Vescovo di Catania il palermitano Andrea Riggio che si trovò a governare la diocesi nel difficile momento della ricostruzione post-terremoto del gennaio di quello stesso anno. Era un uomo dal carattere forte e deciso, spesso polemico, duro e permaloso tanto da scontrarsi con le autorità civili e la nobiltà locale ed anche con don Diego. Quest'ultimo, deteneva il monopolio sul commercio della neve secondo un regolare contratto legale della durata di 9 anni stipulato con il predecessore di Riggio, il vescovo Antonio Carafa. Per questa attività aveva già investito una notevole quantità di denaro al fine di assicurarsi le prestazioni di numerosi bordonari, operai e servi, e per la costruzione di un magazzino. Nei primi giorni del gennaio 1694 uomini armati inviati dal vescovo nel cantiere di lavoro attivato sul vulcano fecero sospendere l'attività di raccolta della neve. Don Diego si rivolse immediatamente al Tribunale del Patrimonio di Palermo chiedendo che si esaminasse la causa con urgenza per non rischiare di compromettere il lavoro di una intera stagione. Il giudice di Palermo ordinò al vescovo di sospendere ogni azione che impediva la raccolta della neve, di rispettare il contratto legale che legittimava la concessione del monopolio e di versare una penale di 200 onze al fisco del Tribunale ed ulteriori 110 onze a don Diego che, però, per il filiale rispetto che nutriva nei confronti del suo vescovo, rinunciò al denaro concedendogli anche l'utilizzo personale di una intera "tacca" di neve. Dopo questi fatti, i due divennero ottimi amici tanto che mons. Riggio fu invitato nel 1705 a celebrare la prima messa nella Chiesa Madre appena ricostruita.

### Mecenate: i rapporti con Mattia Preti

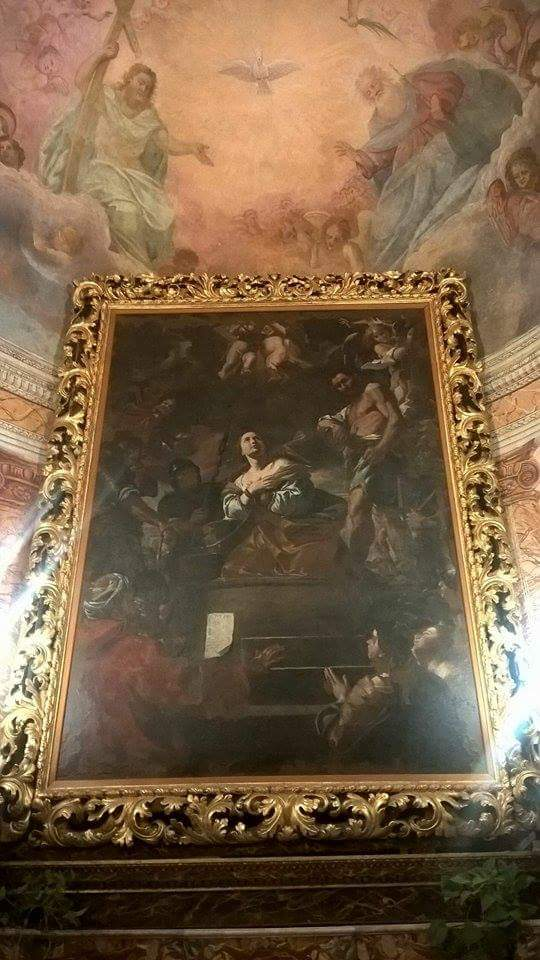
Il martirio di santa Caterina di Mattia Preti, cappella della santa nella navata destra della Basilica

Nel 1661, l'ingresso nell'Ordine di Malta (il più potente d'Europa) gli diede certamente ulteriori stimoli per approfondire le proprie conoscenze in ogni campo.
Nessuno come lui operò per promuovere le arti e la cultura. Attratto da ciò che aveva sicuramente ammirato durante le sue permanenze a Malta, dove artisti come Mattia Preti, anch'egli cavaliere gerosolimitano, avevano arricchito le numerose chiese ed i palazzi dell'isola, introdusse nella propria pinacoteca quadri di valore; tra essi, una tavola del 1561 raffigurante la Madonna con santa Caterina e santa Lucia. Possedeva, inoltre, una carta geografica che illustrava l'Etna ed i suoi dintorni dipinta "con penna ed inchiostro".
Grazie a lui Pedara conserva un'opera certa del famoso pittore calabrese: Il martirio di santa Caterina.
È probabile che una delle prime persone che don Diego abbia incontrato nel suo tempo di noviziato a Malta sia stato proprio il Preti e gli indizi degli ultimi studi realizzati fanno ritenere certo e credibile il suo intervento nella committenza del quadro.
Gli anni a partire dal 1682 furono quelli più soddisfacenti per il Pappalardo che divenne in breve tempo la persona più ricca e rispettata dell'intera area etnea. Potrebbe essere nato proprio in quegli anni il desiderio di arricchire la sua quadreria già esaltata dalla cronaca pedarese del tempo; era quindi il momento giusto per chiedere a Mattia Preti una replica del quadro che lo stesso aveva realizzato nel 1659 per la chiesa di santa Caterina d'Italia a La Valletta.
La tela molto probabilmente arrivò a Pedara entro il 1692 e non andò perduta sotto le rovine del terremoto del gennaio successivo perché si trovava nel palazzo di don Diego che subì danni ma non la distruzione totale della fabbrica. Dopo il sisma, ricostruita la chiesa madre, fu collocato all'interno di essa in un'apposita cappella.

### La morte
Nel 1706 don Diego cominciò a pensare seriamente al momento della morte. Nella "sua" Chiesa Madre, nella cappella di Santa Caterina, accanto al celebre quadro ritraente il suo martirio, fece preparare il proprio monumento funebre in marmo policromo sul quale fu scolpita l'iscrizione dedicata alla propria memoria. Decise anche l'epitaffio da far incidere sulla lastra di marmo che avrebbe ricoperto la tomba. Sopravvisse ancora quattro anni. Nei primi giorni del gennaio 1710 una sconosciuta grave malattia lo costrinse a letto. Il giorno 11, alla presenza del notaio Ludovico Tomaselli e del suo cappellano, don Gioacchino Laudano, dettò al fedele segretario, don Stefano Alì, le sue ultime volontà attraverso le quali destinava una parte dei beni mobili ed immobili alla cognata Domenica, vedova del fratello Vincenzo, ed ai nipoti, figli del fratello Ludovico; altri beni volle destinarli all'Ordine Gerosolimitano.
Il 12 si era confessato ed aveva ricevuto i sacramenti dalle mani del vicario don Domenico Pappalardo.
L'incredibile vita del pedarese più illustre di ogni tempo terminò nel suo palazzo, a mezzogiorno di lunedì 13 gennaio 1710, all'età di quasi 74 anni. I funerali furono celebrati il 15 con gran concorso di popolo alla presenza di tutto il clero dei centri vicini e lo stesso giorno fu sepolto nella tomba che si era preparato in vita.

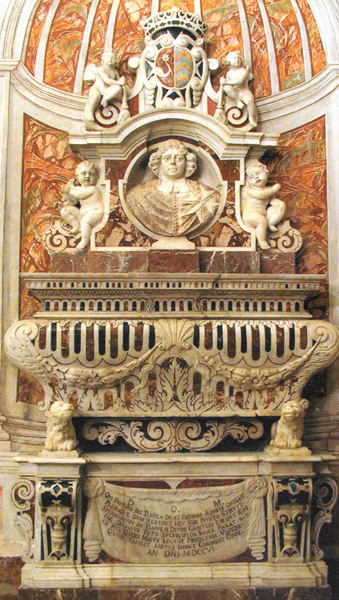
Monumento funebre di don Diego Pappalardo, cappella di santa Caterina, Basilica di Pedara

L'iscrizione posta sotto il sarcofago così recita:
L'epitaffio sulla pietra tombale invece così si esprime: 

## Influenza culturale

### I serventi
Nel grande ritratto posto nell'oratorio della Basilica di Pedara, accanto alla figura di don Diego in piedi, ammantato dagli abiti di appartenenza ai cappellani conventuali dell'Ordine di Malta, è raffigurato un negretto abbigliato con eleganti abiti spagnoli del tempo. Tale figura testimonia la presenza abituale, nel suo palazzo, di ex schiavi provenienti dall'Africa e probabilmente acquistati a Malta dove, nel Seicento, c'era il più grande mercato di schiavi d'Europa. Don Diego evitava loro una lunga prigionia portandoli con sé a Pedara dove li convertiva al cristianesimo e con altri membri della sua famiglia ne diventava padrino di battesimo. Pare che fino alla prima parte dell'Ottocento i discendenti di alcuni di loro si trovassero ancora a Pedara al servizio del barone Domenico Papardo.

### L'Annunziata dell'antica Mompileri
Durante l'eruzione del 1669, uno dei borghi più colpiti fu l'antico Mompileri che custodiva all'interno della sua chiesa maggiore il celebre gruppo statuario dell'Annunciazione, opera attribuita ad Antonello Gagini o alla sua scuola. Le statue marmoree dell'arcangelo Gabriele e della Vergine Maria andarono distrutte insieme alla chiesa durante quel disastroso evento. A Pedara, però, fino agli inizi del secolo scorso, era diffusa la credenza che, nel tentativo di deviare la colata lavica, don Diego fosse riuscito a mettere in salvo quelle statue e che le avesse nascoste nelle segrete del suo palazzo. Sappiamo, invece, che alcuni frammenti dei due simulacri furono ritrovati nel gennaio 1955 sotto la stessa colata lavica.